# Caligus randalli
Caligus randalli är en kräftdjursart som beskrevs av Lewis 1964. Caligus randalli ingår i släktet Caligus och familjen Caligidae. Inga underarter finns listade i Catalogue of Life.